# Raus distrikt
Raus distrikt är ett distrikt i Helsingborgs kommun och Skåne län. 
Distriktet ligger vid kusten, söder om Helsingborg. 

## Tidigare administrativ tillhörighet
Distriktet inrättades 2016 och utgörs till en del av området som Helsingborgs stad omfattade till 1971, delen som före 1918 utgjorde Raus socken.
Området motsvarar den omfattning Raus församling hade till årsskiftet 1999/2000.